# Thies Kaspareit
Thies Kaspareit (ur. 1 lutego 1964 w Oldenburg in Holstein) – niemiecki jeździec sportowy. Złoty medalista olimpijski z Seulu.
Reprezentował barwy RFN. Sukcesy odnosił we Wszechstronnym Konkursie Konia Wierzchowego. Zawody w 1988 wywalczył złoto w konkursie drużynowym, indywidualnie był dziewiąty. Były to jego jedyne igrzyska olimpijskie. Startował wtedy na koniu Sherry 42.